# Italiensk-grekiska kriget
Italiensk-grekiska kriget (grekiska: Ελληνοϊταλικός Πόλεμος Ellēnoїtalikós Pólemos, italienska: Guerra di Grecia), var ett krig mellan Italien och Grekland. Kriget varade mellan den 28 oktober 1940 och den 23 april 1941. Kriget avslutades med Greklands ockupation av huvudsakligen tyska trupper.
Sedan Albanien ockuperats i april 1939 och andra världskrigets strider under 1940 spridit sig till Medelhavet, ökade de italienska trycket på Grekland. Under augusti 1940 skedde italienska ansamlingar av trupper i Albanien, och de italienska presskampanjerna mot Grekland blev allt aggresivare. 15 augusti 1940 torpederades den grekiska kryssaren Helle vid ön Tinos av en italiensk ubåt. Med anledning av dessa händelser mobiliserades 2 1/2 division av grekerna och förlades vid gränsen mot Albanien. På morgonen 28 oktober 1940 mottog Grekland ett kortfristigt italienskt ultimatum, vilket bland annat omfattade stora krav på grekiskt territorium. Då detta avvisades, gick italienska trupper över den grekiska gränsen. Gränsområdet där striderna kom att föras består främst av bergslands med smala pass genomflutna av strida floder. Vägnätet på det grekiska sidan var mycket outvecklat men något bättre på den albanska sidan. Terrängen gynnade klart en försvarare. Italien hade troligen räknat med att Grekland skulle ge upp, då endast 6 divisioner under Sebastiano Visconti Prasca, varav 1 motoriserad sattes in på den italienska. Mot dem stod till en början 2 1/2 division grekiska trupper. Kraftsamlingen i det italienska anfallet skedde på högra flygeln nära kusten. Fram till 10 november lyckades Italien tränga in 30-40 kilometer på italienskt område. I november hade dock grekiska armén fullt mobiliserats, och efter hand som förbanden organiserats sändes de iväg till fronten. I slutet av november fanns 12 divisioner under befäl av Alexandros Papagos vid gränsen. Huvuddelen av trupperna fanns i Pindos och västra Makedonien (omkring 8 divisioner). Efter den inledande italienska offensiven, som inte ledde till något genombrott, förstärktes de italienska styrkorna så, att även de i slutet av november bestod av 12 divisioner. Dessa var fördelade på 9:e och 11:e arméerna, som stod under befäl av general Ubaldo Soddu. 11:e armén var närmast kusten. Då de grekiska divisionerna bestod av 3 infanteriregementen och de italienska av endast 2, var grekerna överlägsna. Grekerna, som med de mobiliserade förbanden helt lyckats hejda den italienska offensiven, startade ett motanfall 14 november. Det ledde till att Korça på norra fronten besattes 22 november. Av underhållsskäl lades därefter kraftsamlingen i det grekiska anfallet till området närmast havet, och 8 december erövrades den viktiga staden Gjirokastra. Fronten pressades därefter ytterligare något längre västerut, men anfallet upphörde i mitten av december, varefter striderna övergick till ställningskrig. Orsakerna var främst den bristfälliga vinterutrustningen inom både den grekiska och italienska armén, samt det dåliga vägnätet som gjorde det svårt att underhålla rörliga ockupationer. Från mitten av december 1940 till mitten av april 1941 sträckte sig fronten huvudsakligen från kusten 30 kilometer väster om Gjirokastra till Ohridsjön. Under denna tid skedde ombyte på den italienska överbefälhavarposten, i det av Ugo Cavallero blev utnämnd till överbefälhavare i början av januari 1941. Den italienska armén förstärktes efter han och räknade i april 1941 26 divisioner, fördelade på de 9:e och 11:e arméerna. Vid samma tid bestod den grekiska armén av 14 divisioner och 1 kavalleridivision. I januari och februari skedde ett flertal anfall rum utan att leda till några större resultat. För att förhindra en väntad italiensk våroffensiv startade grekerna 6/3 en stor offensiv omkring 30 kilometer norr om Gjirokastra. Den ledde, trots insättande av närmare 5 divisioner, inte till något resultat. 9/3 startade italienarna i sin tur en ännu häftigare offensiv inom samma område med minst 12 divisioner, understödda av starkt artilleri och flyg. Anfallet som varade till 14/3 gav inte heller något resultat. Nästa gång italienarna anföll var 13 april och då i samband med den tyska invasionen av Grekland.
De italienska flygstridskrafterna torde ha utgjordts av omkring 400 flygplan, främst bomb- och jaktplan. de användes främst för direkt samverkan med arméstridskrafterna. Det betydligt svagare grekiska flyget, vid krigsutbrottet högst 60 fullt moderna plan, förstärktes under kriget med brittiska flygstyrkor. Det brittisk-grekiska flyget insattes främst mot de båda albanska hamnarna Vlora och Durrës, men även de grekiska truppernas strid understöddes.